# فرقة المشاة الرابعة (الفيرماخت)
فرقة المشاة الرابعة كانت واحدة من أولى فرق المشاة الألمانية التي خدمت خلال جزء من الحرب العالمية الثانية. في عام 1940 أعيد تنظيمها باسم فرقة بانزر الرابعة عشرة.

## التاريخ
تم تشكيل فرقة المشاة الرابعة في أكتوبر 1934 في درسدن. شاركت في غزو بولندا في عام 1939 وبعد ذلك معركة فرنسا في عام 1940. في وقت لاحق من ذلك العام تم تحويله إلى فرقة بانزر الرابعة عشر.

## القادة
الضباط التاليون قادو فرقة المشاة الرابعة:
- 1 أبريل 1934، إلى 10 نوفمبر 1938، أوبرست (عقيد) إريك راشيك
- 10 نوفمبر 1938، إلى 15 أغسطس 1940 ، الجنرال. الملازم إريك أوسكار هانسن

## صليب الفارس
لم يتم منح أعضاء فرقة المشاة الرابعة وسام الفارس الصليبي الحديدي.

## خدمة الحرب
الحملة البولندية:
- سبتمبر 1939: جزء من الفيلق الرابع، الجيش العاشر، مجموعة الجيوش الألمانية الجنوبية.

البلدان المنخفضة وفرنسا:
- مايو 1940: فرقة احتياطية لمجموعة الجيوش الألمانية أ
- يونيو 1940: جزء من الفيلق الرابع للجيش السادس ومجموعة الجيوش ب.